# Anders Widoff
Sten Anders Folke Widoff, född 23 maj 1953 i Kungsholms församling i Stockholm, är en svensk målare och skulptör.

## Konstnärligt arbete
Anders Widoff är utbildad på Valand i Göteborg och på Kungliga Konsthögskolan i Stockholm. Han hade sin debututställning på Galleri Svenska Bilder 1982 varefter han haft ett större antal utställningar, såväl i Sverige som utomlands. På Liljevalchs Konsthall hade han 2005 en större så kallad "mitt-i-karriären-utställning", omfattande hela hans konstnärskap.
Anders Widoff arbetar främst med måleri och skulptur, med tekniker så som fotorealism och abstraktioner. Ett av hans mer kända verk är den Maria-skulptur Widoff visade i Uppsala domkyrka, 2005.
Han är representerad bland annat vid Moderna museet i Stockholm, Göteborgs konstmuseum[källa behövs], Malmö konstmuseum, Bonniers Konstsamling och Vida konstmuseum på Öland. Vidare finns han representerad i Norge på Museet for samtidskunst i Oslo.

## Familj
Anders Widoff växte upp i Malmö och är son till civilingenjören Eric Widoff och Ingrid, född Wåhlin. Tillsammans med tidigare sambon författaren Gunilla Linn Persson (född 1956) har han dottern Sahara Widoff (född 1979), förut gift med Andreas Kleerup. Tillsammans med Madeleine Aleman (född 1959) har han sonen Emanuel Gesang-Gottowt.[källa behövs] Tillsammans med hustrun Malin Hederus (född 1950) har han en dotter (född 1984) och en son (född 1987).

## Undervisning
- 1997 – Gästprofessor, Kungliga konsthögskolan, Stockholm
- 2000–2005 – Professor, Konstfack, Craft & Design, Stockholm
- 2002–2003 – Professor, Konst, Oslo Academy of Fine Arts, Oslo
- 2007 – Professor, Konstfack, Craft & Design, Stockholm

## Utställningar
- 2006 – ”En avsikt gömd”, Teatergalleriet, Uppsala[9]
- 2008 – ”Motstånd och villkor (och skulpturer)”, S:t Jacobs Church, Stockholm
- 2008 – ”Flamma, Fall”, Galleri Christian Larsen, Stockholm
- 2010 – ”Odessa”, Vargåkra gård, Hammenhög, Sweden
- 2010 – ”Sång”, Konstnärshuset, Stockholm
- 2012 – ”Skiss, Klippa (Låga)” Björkholmen Gallery, Stockholm
- 2012 – ”Odessa Revisited”, Konsthuset, Uppsala Konsthall, Uppsala, Sweden
- 2012 – ”Överblivna utsikter”, Galleri Konstepidemin, Göteborg
- 2022 – “Kafarnaum”, Hedvig Eleonora kyrka, Stockholm

## Utmärkelser och stipendier
- 1990 – Beckers Art Award[10]
- 1992 – Künstlerhaus Bethanien, Berlin, Tyskland
- 1992 – The Overbeck Award, Lübeck, Tyskland
- 1994 – 10-årsgaranti / Konstnärsnämnden
- 1997 – Edstrandska Stipendiet
- 2009 – Statlig inkomstgaranti / Konstnärsnämnden